# Natação no Campeonato Mundial de Esportes Aquáticos de 2013 - 200 m borboleta feminino
A prova dos 200 metros borboleta feminino da natação no Campeonato Mundial de Esportes Aquáticos de 2013 ocorreu nos dias 31 de julho e 1 de agosto no Palau Sant Jordi  em Barcelona.

## Recordes
Antes desta competição, os recordes mundiais e do campeonato nesta prova eram os seguintes:
| Tipo                  | Atleta            | Tempo   | Local | Data                  |
| --------------------- | ----------------- | ------- | ----- | --------------------- |
|                       | Liu Zige          | 2:01.81 | Jinan | 21 de outubro de 2009 |
| Recorde do campeonato | Jessicah Schipper | 2:03.41 | Roma  | 30 de julho de 2009   |

## Medalhistas
| Ouro           | Prata                 | Bronze               |
| Liu Zige (CHN) | Mireia Belmonte (ESP) | Katinka Hosszú (HUN) |

## Resultados

### Eliminatórias
Esses foram os resultados das eliminatórias.
| Pos. | Bateria | Raia | Nadadora                 | Nacionalidade  | Tempo   | Notas |
| ---- | ------- | ---- | ------------------------ | -------------- | ------- | ----- |
| 1    | 2       | 4    | Mireia Belmonte          | Espanha        | 2:07.21 | Q     |
| 2    | 2       | 3    | Katinka Hosszú           | Hungria        | 2:07.51 | Q     |
| 3    | 1       | 4    | Natsumi Hoshi            | Japão          | 2:07.59 | Q     |
| 4    | 3       | 3    | Liu Zige                 | China          | 2:07.63 | Q     |
| 5    | 3       | 4    | Jiao Liuyang             | China          | 2:07.79 | Q     |
| 6    | 3       | 5    | Cammile Adams            | Estados Unidos | 2:07.83 | Q     |
| 7    | 1       | 5    | Zsuzsanna Jakabos        | Hungria        | 2:07.87 | Q     |
| 8    | 1       | 6    | Stefania Pirozzi         | Itália         | 2:08.50 | Q     |
| 9    | 3       | 2    | Franziska Hentke         | Alemanha       | 2:08.51 | Q     |
| 10   | 1       | 3    | Audrey Lacroix           | Canadá         | 2:09.13 | Q     |
| 11   | 3       | 6    | Judit Ignacio Sorribes   | Espanha        | 2:09.48 | Q     |
| 12   | 2       | 5    | Jemma Lowe               | Reino Unido    | 2:10.21 | Q     |
| 13   | 2       | 2    | Madeline Dirado          | Estados Unidos | 2:10.25 | Q     |
| 14   | 2       | 6    | Katerine Savard          | Canadá         | 2:10.72 | Q     |
| 15   | 1       | 7    | Andreina Pinto           | Venezuela      | 2:10.74 | Q     |
| 16   | 3       | 7    | Joanna Maranhão          | Brasil         | 2:11.14 | Q     |
| 17   | 1       | 1    | Samantha Lee             | Nova Zelândia  | 2:11.95 |       |
| 18   | 2       | 1    | Rita Medrano             | México         | 2:12.41 |       |
| 19   | 1       | 2    | An Se-Hyeon              | Coreia do Sul  | 2:13.26 |       |
| 20   | 3       | 1    | Yana Martynova           | Rússia         | 2:13.99 |       |
| 21   | 3       | 8    | Quah Ting Wen            | Singapura      | 2:14.10 |       |
| 22   | 2       | 8    | Monalisa Lorenza         | Indonésia      | 2:18.24 |       |
| 23   | 1       | 8    | Julimar Avila            | Honduras       | 2:19.56 |       |
| 24   | 3       | 0    | Maria Far Nunez          | Panamá         | 2:22.37 |       |
| 25   | 1       | 0    | Pooja Alva               | Índia          | 2:31.76 |       |
| 26   | 2       | 0    | Amboratiana Domoinannava | Madagáscar     | 2:40.51 |       |
| 27   | 2       | 7    | Ingvild Snildal          | Noruega        |         | DNS   |

### Semifinal
Esses foram os resultados das semifinais.
Semifinal 1
| Pos. | Raia | Nadadora         | Nacionalidade  | Tempo   | Notas |
| ---- | ---- | ---------------- | -------------- | ------- | ----- |
| 1    | 3    | Cammile Adams    | Estados Unidos | 2:06.75 | Q     |
| 2    | 4    | Katinka Hosszú   | Hungria        | 2:06.85 | Q     |
| 3    | 5    | Liu Zige         | China          | 2:07.18 | Q     |
| 4    | 2    | Audrey Lacroix   | Canadá         | 2:07.91 |       |
| 5    | 6    | Stefania Pirozzi | Itália         | 2:08.09 |       |
| 6    | 7    | Jemma Lowe       | Reino Unido    | 2:08.53 |       |
| 7    | 1    | Katerine Savard  | Canadá         | 2:10.42 |       |
| 8    | 8    | Joanna Maranhão  | Brasil         | 2:14.07 |       |

Semifinal 2
| Pos. | Raia | Nadadora               | Nacionalidade  | Tempo   | Notas            |
| ---- | ---- | ---------------------- | -------------- | ------- | ---------------- |
| 1    | 4    | Mireia Belmonte        | Espanha        | 2:06.53 | Q                |
| 2    | 5    | Natsumi Hoshi          | Japão          | 2:07.18 | Q                |
| 3    | 6    | Zsuzsanna Jakabos      | Hungria        | 2:07.31 | Q                |
| 4    | 3    | Jiao Liuyang           | China          | 2:07.70 | Q                |
| 5    | 7    | Judit Ignacio Sorribes | Espanha        | 2:07.86 | Q                |
| 6    | 2    | Franziska Hentke       | Alemanha       | 2:07.87 |                  |
| 7    | 1    | Madeline Dirado        | Estados Unidos | 2:08.28 |                  |
| 8    | 8    | Andreina Pinto         | Venezuela      | 2:10.11 | Recorde nacional |

### Final
Esse foi o resultado da final.
| Pos.              | Raia | Nadadora               | Nacionalidade  | Tempo   | Notas |
| ----------------- | ---- | ---------------------- | -------------- | ------- | ----- |
| Medalha de ouro   | 6    | Liu Zige               | China          | 2:04.59 |       |
| Medalha de prata  | 4    | Mireia Belmonte        | Espanha        | 2:04.78 |       |
| Medalha de bronze | 3    | Katinka Hosszú         | Hungria        | 2:05.59 |       |
| 4                 | 2    | Natsumi Hoshi          | Japão          | 2:06.09 |       |
| 5                 | 7    | Zsuzsanna Jakabos      | Hungria        | 2:06.58 |       |
| 6                 | 1    | Jiao Liuyang           | China          | 2:06.65 |       |
| 7                 | 5    | Cammile Adams          | Estados Unidos | 2:07.73 |       |
| 8                 | 8    | Judit Ignacio Sorribes | Espanha        | 2:08.40 |       |

Legenda
| Recorde mundial       | Recorde mundial (World record)               |                       | Recorde africano                      | Recorde africano (African) |                                           | Q | Classificado por posição (Qualified) |
| Recorde do campeonato | Recorde do campeonato (Championship record)  | Recorde da América    | Recorde da América (Americas)         | q                          | Classificado por melhor tempo (Qualified) |   |                                      |
| Melhor marca do ano   | Melhor marca do ano (World leading)          | Recorde asiático      | Recorde asiático (Asian)              | DNS                        | Não largou (Did not start)                |   |                                      |
| Recorde nacional      | Recorde nacional (National record)           | Recorde europeu       | Recorde europeu (European)            | DNF                        | Não terminou (Did not finish)             |   |                                      |
| Recorde pessoal       | Recorde pessoal do atleta (Personal best)    | Recorde da Oceania    | Recorde da Oceania (Oceania)          | DSQ / DQ                   | Desclassificado (Disqualified)            |   |                                      |
| Recorde da temporada  | Recorde da temporada do atleta (Season best) | Recorde sul-americano | Recorde sul-americano (South America) | NM                         | Sem marca (No mark)                       |   |                                      |